# Moruloidea ornata
Moruloidea ornata är en kräftdjursart som först beskrevs av Oleg Grigor'evich Kussakin och Galina S. Vasina1982.  Moruloidea ornata ingår i släktet Moruloidea och familjen klotkräftor. Inga underarter finns listade i Catalogue of Life.